# 吳璋
吳璋（1436年—？），字文瓚，南直隸滁州直隸州全椒縣人，明朝政治人物。

## 生平
成化元年（1465年）乙酉科應天鄉試第九十二名舉人，二年（1466年）中式丙戌科會試第七十五名，三甲第一百五十三名進士。授戶部主事，升郎中，出為鶴慶府知府，升雲南布政使司參政。

## 家族
曾祖吳思忠；祖父吳俊；父吳鈞。孫吳中英、吳中蕡。